# Louis Charles de Schleswig-Holstein-Franzhagen
Louis Charles de Schleswig-Holstein-Franzhagen  (né à Franzhagen 4 juin 1684 et mort à Franzhagen le 11 octobre 1708)
prince de Schleswig-Holstein-Franzhagen de 1707 à 1708

## Biographie
Il est le fils cadet de Christian Adolphe de Schleswig-Holstein-Sonderbourg-Franzhagen et succède à son frère Léopold Christian de Schleswig-Holstein-Franzhagen dont la descendance issue d'une union morganatique est écartée du trône mais il meurt l'année suivante laissant le titre à son fils unique âgé d'un an qui meurt lui-même en 1709 mettant ainsi fin à la lignée de Schleswig-Holstein-Franzhagen. 
Il épouse à Ottensen en 1705 Barbara Dorothea von Winterfeld (née à Tüzen 4 septembre 1670, morte à Hambourg 27 avril 1739) dont :
- Christian Adolphe II de Schleswig-Holstein-Franzhagen  (né à Franzhagen 16 septembre 1707 - †  Franzhagen 26 mars 1709) ;
- Éléonore Charlotte Christiane, (née à Billwerder 2.9.1706, †  9.2.1708).